# أوم كومار
أوم كومار هو سياسي هندي، ولد في 5 يوليو 1969 في منطقة بيجنور في الهند. نشط حزبياً في حزب بهاراتيا جاناتا.